# 烏薩斯陡崖
76°0′S 130°0′W / 76.000°S 130.000°W
烏薩斯陡崖（英語：Usas Escarpment），是南極洲的陡崖，位於瑪麗伯德地，處於南緯76度線，長約320公里，由美國南極研究隊成員發現，現時由南極條約體系管理。